# Futbolo klubas Banga Gargždai
Il Futbolo klubas Banga Gargždai, meglio noto come Banga Gargždai, è una società calcistica lituana con sede nella città di Gargždai. Milita nella A Lyga, la massima serie del campionato lituano di calcio.

## Storia
Fondata nel 1966, il club partecipò alla massima divisione lituana in epoca sovietica tra il 1975 e il 1977. Dopo l'indipendenza venne promosso in Lietuvos Lyga nel 1994-1995 e vi rimase fino alla stagione 2000-2001, ottenendo come miglior risultato un settimo posto. Dopo essere retrocessa in due occasioni in terza serie lituana, la squadra ha guadagnato la promozione nella A Lyga, la massima divisione di calcio lituana, nella stagione 2009 dopo che l'FBK Kaunas e l'Atlantas avevano volontariamente ritirato la loro partecipazione. Dopo questa promozione ottenne i risultati migliori con quattro sesti posti consecutivi. Nell'edizione 2010-2011 arrivò in finale di Coppa di Lituania, perdendo con l'Ekranas dopo i tempi supplementari.

## Allenatori
- 19??-1977  Fiodoras Finkelis
- 1990-1995  Leonardas Lukavičius
- 2008  Fabio Lopez
- 2008-2009  Valdas Ivanauskas
- 2009  Vytautas Jančiauskas (fino al 15 dic. 2009)
- 2009-2011  Arminas Narbekovas (dal 16 dic. 2009 al 1º gen. 2012)
- 2012-2013  Vaidas Žutautas (dal 6 gen. 2012)
- 2014-2015  Maksim Tiščenko
- 2015-2016  Vaidas Žutautas
- 2017-  Tomas Tamošauskas

## Palmarès

### Competizioni nazionali
- Coppa di Lituania: 1

2024
- 2 Lyga: 2

1991, 2002

### Altri piazzamenti
- Coppa di Lituania:  [2]

Copa: 2024
Finalista: 2010-2011, 2013-2014, 2019
- 1 Lyga:

Secondo posto: 2017, 2019
Terzo posto: 2015, 2018

## Statistiche

### Partecipazione ai tornei internazionali
| Competizione       | Partecipazioni | Debutto   | Ultima stagione | Totale |
| ------------------ | -------------- | --------- | --------------- | ------ |
| UEFA Europa League | 2              | 2011-2012 | 2014-2015       | 2      |